# 章飚
章飚（1942年—），男，安徽绩溪人，中国美术家协会理事，享受国务院政府特殊津贴专家，国家一级美术师。

## 生平
1967年毕业于安徽师范大学艺术系。毕业后被分配到绩溪县印刷厂当工人，后调至绩溪县文化馆工作。1986年调至安徽省文联任安徽省美术家协会副秘书长。2002年至2008年，担任安徽省美术家协会主席。由他带领所创作的版画《盛世黄山图》于2012年6月随“神九”载入太空，《盛世黄山图》后被人民大会堂收藏，是目前人民大会堂收藏的唯一版画。
2002年获国家人事部“当代中国画杰出人才奖”，2005年获国家科学技术奖励办公室授予的“优秀人民艺术家”称号，2008年被聘任为安徽省文史研究馆馆员。

## 作品
作品多次入选全国美术展览，所创作的版画《昔日的辉煌》和《世纪之门》获版画最高奖鲁迅奖，国画《锦绣龙川图》、《龙川揽胜图》、《漫将一砚梨花雨，泼湿黄山几段云》等作品被人民大会堂收藏，《春的喧闹》、《徽州农家》等作品被国家博物馆收藏。
出版个人专集《章飚中国画选集》、《章飚版画选》、《章飚画集》等。

## 社会兼职
中国美术家协会第五、六、七届理事，中国版画家协会常务理事。曾任安徽省文联副主席、安徽省美术家协会主席。